# Alexander Gemberg-Wiesike
Alexander Gemberg-Wiesike (* 20. Februar 1974 in Bonn) ist ein deutscher EU-Beamter. Er ist stellvertretender Generaldirektor in der Generaldirektion Kommunikationsnetze, Inhalte und Technologien. Zuvor leitete er ab Februar 2021 als Direktor das Amt für die Feststellung und Abwicklung individueller Ansprüche (PMO).
Alexander Gemberg-Wiesike studierte von 1992 bis 1996 Rechtswissenschaften an der Freien Universität Berlin mit 1. Staatsexamen. Er wechselte an die London School of Economics, wo er 1997 einen Master of Laws erwarb. An der Humboldt-Universität zu Berlin wurde er 2005 mit einer Arbeit über Wohlverhaltensregeln beim Vertrieb von Wertpapier- und Versicherungsdienstleistungen zum Dr. iur. promoviert.
Gemberg-Wiesike trat 2003 in den Dienst der Europäischen Union, zunächst als Gruppenleiter in der Generaldirektion Wirtschaft und Finanzen (ECFIN). Er war dann bis 2009 Assistent eines Direktors in der Generaldirektion Personal und Verwaltung (ADMIN), anschließend bis 2015 Assistent des Generaldirektors in der Generaldirektion Humanressourcen. Dort übernahm er 2016 die Abteilungsleitung Organisational Performance, Resources & Structures.